# Obrubník

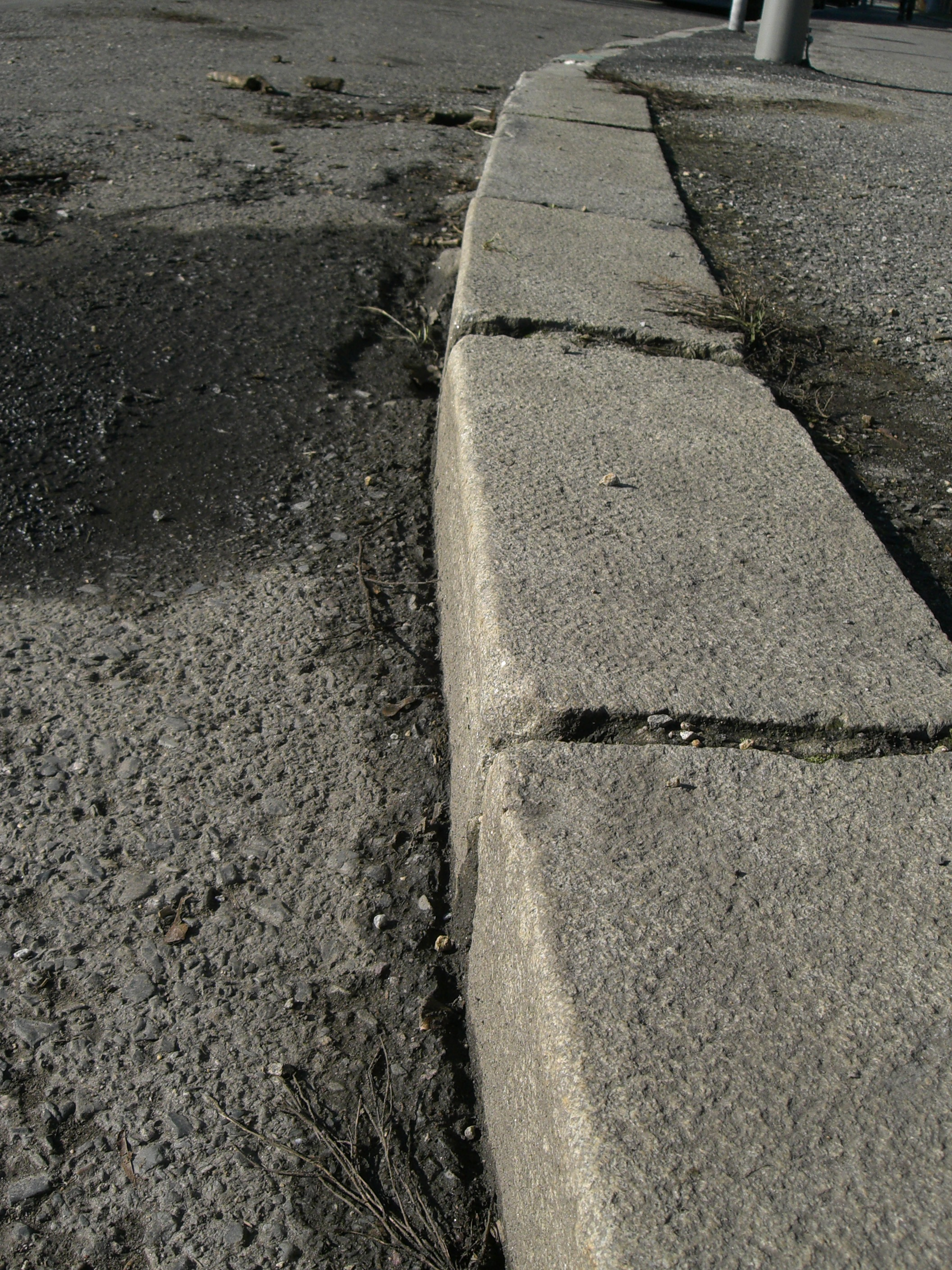
Detail obrubníku

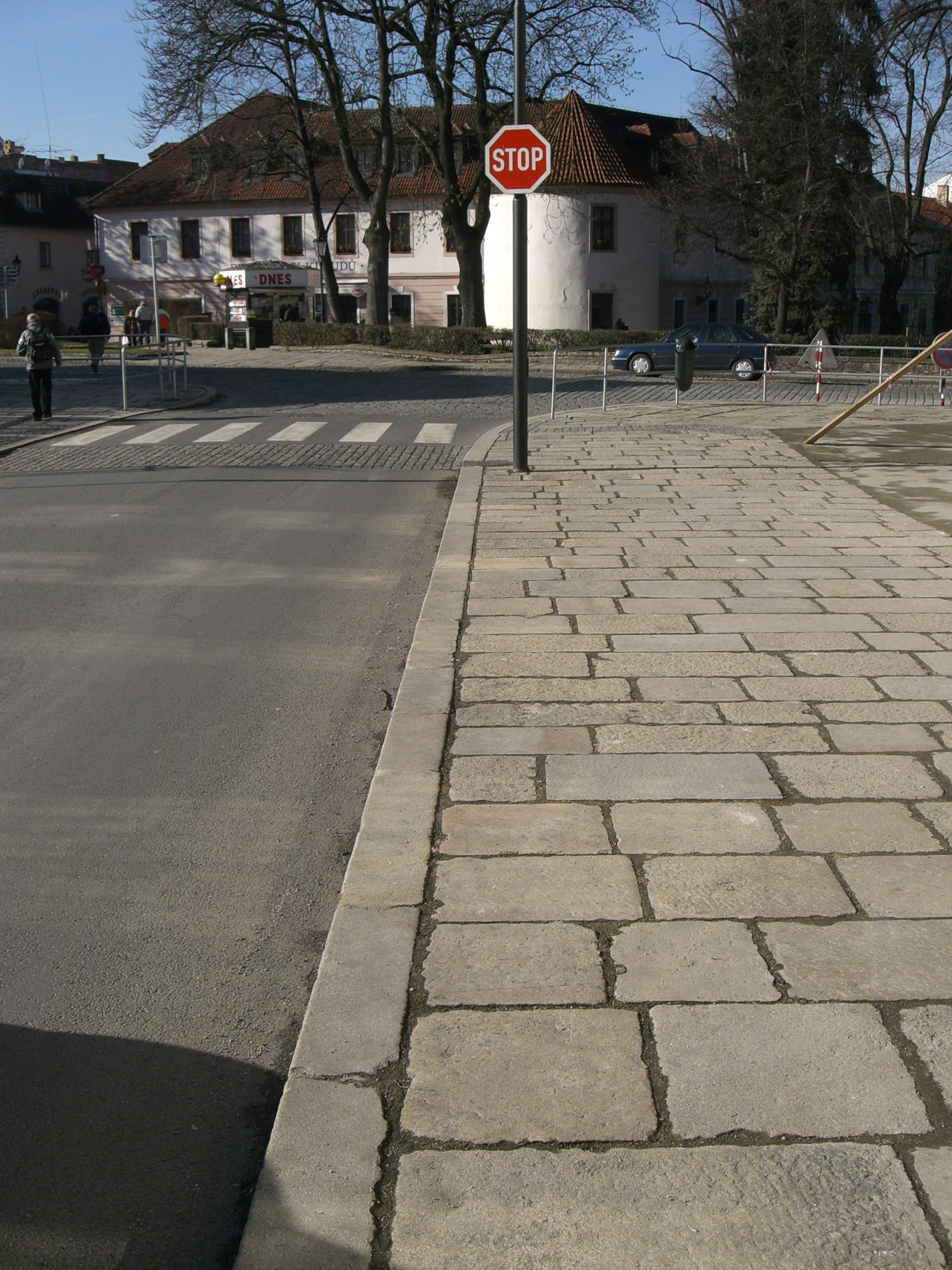
Obrubník vedle silnice

Obrubník je zpevněný, zpravidla kamenný či betonový pás, který obvykle tvoří hranu mezi dvěma pásy pozemní komunikace, které jsou v rozdílné výšce, nebo odděluje pozemní komunikaci od sousedící plochy (například trávníku). Nejtypičtější použití je na hranici vozovky a chodníku, kde horní plocha obrubníku se nachází ve výškové rovině povrchu chodníku, zatímco svislá boční plocha vede až k nižší úrovni, v níž se nachází povrch vozovky. Zvýšení chodníku má význam jak ke zdůraznění jeho pěšího určení, tak i například pro snadnější odvodnění při dešti (voda odtéká zpravidla po silnici). Podobné typy obrubníků se používají i k oddělení zvýšeného tramvajového pásu od vozovky, na nástupních hranách nástupišť různých druhů dopravy, k ohraničení různých typů dopravních ostrůvků či dělicích pásů, k oddělení chodníku od trávníku (obrubník ztěžuje prorůstání zeleně do prostoru chodníku i splavování zeminy při dešti a zároveň viditelně vymezuje prostor určený pro chodce) atd.
Nejčastějším materiálem, který je využíván na stavbu, je stavební kámen (například žula), který je v současnosti velmi široce využíván převážně v oblastech, které mají reprezentovat. V moderním účelovém urbanizmu se ale využívá levnější a dostupnější beton, který se do požadovaných kvádrů snadněji vyrábí. Jednotlivé kusy jsou k sobě spojovány pojivem.
V rozvinutějších částech Evropy v rámci rozšiřování bezbariérové přístupnosti probíhá snaha o snížení obrubníků v oblastech přechodů pro chodce. Naopak v místech nástupních hran vyšší obrubník usnadňuje nástup do vozidel: proto jsou v tramvajových zastávkách, kde se dosud nastupovalo z úrovně temene kolejnic, budována zvýšená nástupiště, zastávkové mysy nebo zvýšená vozovka a rovněž pro autobusové zastávky vyžaduje technická norma ČSN 73 6425 výši obrubníku v předepsaném rozmezí. Co nejtěsnější najetí vozidla k nástupní hraně má umožňovat tzv. kasselský obrubník.